# Tokeryd
Tokeryd är ett bostadsområde i Jönköpings kommun och län beläget väster om tätorten Ölmstad i Ölmstads socken.
År 1990 avgränsade SCB en småort med benämningen Jönköping:2 i området. Den hade då 50 invånare på 10 hektar. Från 2015 avgränsas här åter en småort.